# Avijõgi
De Avijõgi is een rivier in Estland. De rivier is 48 km lang; het verval tussen begin- en eindpunt is 65 m.

## Oorsprong en monding
De Avijõgi (‘Snoekenrivier’; ‘avi’ is ‘snoek’ in het dialect van de streek; ‘jõgi’ is ‘rivier’) ontspringt bij de plaats Muuga (gemeente Vinni, provincie Lääne-Virumaa). Ze stroomt door de plaatsen Kaasiksaare, Kõveriku, Avinurme, Maetsma, Vadi en Separa naar het zuidoosten. Ze komt in Lohusuu in het Peipusmeer uit.

## Onderweg
Muuga ligt aan de rand van een karstplateau, het heuvelland van Pandivere, dat het drinkwater levert voor half Estland. Bij Paasvere krijgt de rivier extra water van de bronnen die daar liggen, voordat ze het laagland van Alutaguse (maar niet de gemeente Alutaguse) binnengaat.
Onderweg krijgt de rivier water van de volgende beken: Sinilille (4,2 km), Moora (13 km), Karja I (10 km), Jätukolga (3,7 km), Karja II (5,2 km), Venevere (14 km), Avinurme (14 km), Laurissaare (5,9 km), Kruusiaugu (6,4 km) en Rehessaare (14 km).
Benedenstrooms is de rivier voor een deel gekanaliseerd. In de rivier liggen zes eilandjes, het grootste bij Kaasiksaare.
De rivier is rijk aan flora en fauna: 39 soorten vaatplanten, 8 soorten mossen, bovenstrooms 26 soorten en benedenstrooms 56 soorten ongewervelde dieren en 19 soorten vissen. De rivierkreeft was een tijdlang uit de rivier verdwenen, maar is inmiddels weer terug. Bovenstrooms leven bevers. Het stroomgebied van de rivier is dan ook gedeeltelijk beschermd.
Tot in de jaren vijftig van de 20e eeuw werd de rivier gebruikt voor de vlotterij, het vervoer van gevelde bomen door ze samen te binden tot een vlot. Tot aan de Tweede Wereldoorlog draaiden vele watermolens op het water van de rivier. Vlotterij en watermolens zijn in onbruik geraakt.